# Тьерри, Эдуар

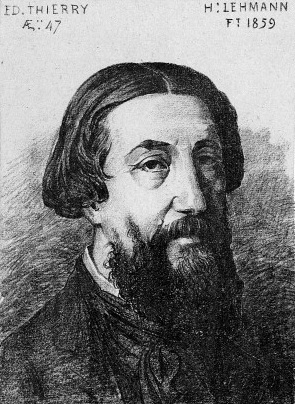
Эдуар Тьерри (1859)

Эдуар Тьерри (фр. Édouard Thierry; 14 сентября 1813, Париж — 28 ноября 1894, Париж) — французский театральный деятель и литератор.
В юности выпустил сборник стихов «Дети и ангелы» (фр. Les Enfants et les Anges; 1833), затем в 1853 году в соавторстве с учёным-арабистом Огюстом Шербонно опубликовал сказку «Джудар рыболов» (фр. Djouder le pêcheur), переложенную из «Тысяча и одна ночь». Выступал как театральный и литературный критик — в частности, после начала в 1857 году судебного процесса по поводу книги Шарля Бодлера «Цветы зла» выступил с восторженным отзывом на неё, резюмировав его словами: «Я оставляю его книгу и его дар на поруки Данте».
В 1859—1871 годах администратор театра Комеди Франсэз; важнейшим событием в жизни театра в этот период считается возобновление «Эрнани» Виктора Гюго в 1867 году. О последних двух годах своей работы, пришедшихся на время Франко-прусской войны, опубликовал книгу «Комеди Франсэз во время двух осад: Дневник администратора» (фр. La Comédie française pendant les deux siéges (1870-1871): journal de l'Administrateur général; 1887). Подготовил издание сборника литературно-исторических материалов, связанных с пьесой Мольера «Мнимый больной» (фр. Documents sur 'Le Malade imaginaire'; 1881), издал многолетний дневник важнейшего сподвижника Мольера, актёра Лагранжа (1876). Опубликовал отдельным изданием лекцию «О влиянии театра на рабочий класс» (фр. De l'influence du théâtre sur la classe ouvrière; 1862). Напечатал также книгу о драматурге Франсуа Понсаре (1870).
В 1871 году оставил Комеди Франсэз и был назначен на должность хранителя Библиотеки Арсенала. В дальнейшем эту же должность занимал зять Тьерри Анри Мартен.
Сотрудничал с композитором Жаном Кастнером в создании так называемых «книг-партитур», в которых под одной обложкой печатались литературный текст и партитура музыкального произведения публиковались под одной обложкой: совместно ими были выпущены «Танцы смерти» (фр. Les danses des morts; 1852), посвящённые теме «музыка и смерть», «Голоса Парижа» (фр. Les voix de Paris; 1857), рассказывающие о криках и распевах уличных и рыночных торговцев от Средневековья до настоящего времени, и «Музыкальная паремиология французского языка» (фр. Parémiologie musicale de la langue française; 1866). Однако сообщение «Нью-Йорк Таймс» (1896) о том, что на либретто Тьерри написана последняя опера Сезара Франка «Гизелла», повлёкшее рецензента к далеко идущим выводам, ошибочно: это либретто написано Жильбером Огюстеном Тьерри (1843—1915).